# Вадимове
Вадимове (рос. Вадимово) — селище у Благовєщенському районі Амурської області Російської Федерації. Розташоване на території українського історичного та етнічного краю Зелений Клин.
Входить до складу муніципального утворення Чигиринська сільрада. Населення становить 2 особи .

## Історія
З 8 квітня 1937 року належало до новоутвореного Благовєщенського району Амурської області.
Після того, як указом Президії Верховної Ради РРФСР від 1 лютого 1963 року Благовіщенський район був скасований, село увійшло до складу Іванівського району, допоки 30 грудня 1966 року Благовіщенський район був відновлений.
З 21 вересня 2005 року органом місцевого самоврядкування є Чигиринська сільрада.

## Населення
| 2002 | 2010 | 2012 | 2014 | 2015 | 2016 | 2017 |
| ---- | ---- | ---- | ---- | ---- | ---- | ---- |
| 3    | ↘0   | →0   | ↗3   | →3   | ↗5   | ↘3   |
| 2018 |      |      |      |      |      |      |
| ↘2   |      |      |      |      |      |      |